# St. Johann am Walde
St. Johann am Walde là một đô thị ở huyện Braunau bang Oberösterreich, nước Áo. Đô thị này có diện tích 39,99 km², dân số thời điểm ngày 31 tháng 12 năm 2005 là 2064 người.